# Wolfstein (Dolní Rakousy)
Zřícenina hradu Wolfstein se nachází na území stejnojmenné osady Wolfstein, místní části dolnorakouskéhou tržního města Schönbühel-Aggsbach ve Wachau. Zřícenina hradu na ostrohu je zapsána jako historická památka Rakouska a stojí na kopci nad obcí asi devět kilometrů severovýchodně od města Melku. Jeho název souvisí s místní legendou, podle níž si svatý Wolfgang na jedné ze svých cest odpočinul na kameni v údolí pod hradem.

## Historie
O stavbě a prvních majitelích hradu není nic známo. Pravděpodobně byl založen ve 12. století, není však jisté, zda s ním souvisí pojmenování jistého Ulricha z Wolfsteinu v letech 1135/1136 a Rudolfa z Wolfsteinu v roce 1188. Na počátku 13. století vlastnila hrad a panství Wolfstein dürnsteinská linie rodu Kuenringerů jako léno bavorských vévodů. V roce 1217 je v listinách zmiňován Perchtold z Wolfsteinu.
Když Leutold III. z Kuenring-Dürnsteinu, poslední mužský představitel svého rodu, v roce 1355 zemřel, stala se jeho sestra Anna jedinou dědičkou dürnsteinského panství. Hrad si přinesla do manželství s Heidenreichem von Maissau, který se později stal nejvyšším šenkýřem a zemským maršálkem rakouského arcivévodství. V majetku jeho rodu zůstal hrad až do roku 1430, než v tomto roce přešel do vlastnictví Tursenů von Tiernstein.
Ke konci 15. století přešel hrad do majetku rodu Mühlwangerů, kteří vlastnili také jen čtyři kilometry vzdálený hrad Grabenhof. Po nich následovali od roku 1542 Geyerové z Osterburgu. V roce 1599 získal Wolfstein v léno Johann Hektor Geyer von Osterburg, v roce 1605 dostal hrad v léno on a jeho bratr Otto Friedrich, v roce 1615 se dostal do držení Ludvíka von Starhemberg, který sídlil na hradě Schönbühel. Ten vlastnil také nedaleký hrad Gurhof. Po bitvě na Bílé hoře v roce 1620 byly statky protestanta Ludvíka zkonfiskovány císařem Ferdinandem II. a následně dány do zástavy opatství Göttweig. Poté, co se bavorský kurfiřt Maxmilián I. v roce 1629 zřekl své feudální svrchovanosti ve prospěch kláštera, mohl klášter nakonec v roce 1630 hrad Wolfstein koupit jako svobodný majetek. Klášter přenesl správní sídlo panství na výhodněji položený hrad Gurhof, který mezitím také vlastnil. Pravděpodobně i tento hrad v té době již chátral.
V roce 1993 prodalo opatství Göttweig zříceninu hradu manželům Andree a Helmutovi Mayerovým, kteří se postarali o zajištění zbývajícího zdiva a část předhradí učinili opět obyvatelnou. V restaurátorských a údržbářských pracích manželé pokračují dodnes. Jelikož je areál soukromým majetkem, je možné jej navštívit pouze na základě předchozí žádosti.

## Stavební historie hradu
V dochované stavbě hradu lze identifikovat šest hlavních stavebních fází od vrcholného středověku po raný novověk. Původně se hradní komplex skládal pouze z malého hradu s jádrem, který byl následně značně rozšířen. Hrad byl chráněn první kruhovou hradbou, která byla poměrně nízká a měla cimbuří a dřevěné cimbuří. Z této první fáze na přelomu 12. a 13. století však zůstalo jen několik prvků, např. v hradní pevnosti. V literatuře často uváděný rok výstavby 1286 je chybným datováním, které snad vychází z nesprávné interpretace příslušného pramene.
V průběhu první poloviny 13. století byla k hradu přistavěna budova brány, která přiléhala k jihovýchodní straně tvrze. V prvním patře této brány se nacházela hradní kaple, která již nějakou dobu existovala v době první doložené zmínky z roku 1392. Kolem roku 1300 byla postavena obytná budova, jejíž část se dodnes dochovala v západním nároží jádra hradu. Spolia okenních a dveřních šambrán z druhé čtvrtiny a druhé poloviny 13. století svědčí o tehdejším reprezentativním vybavení areálu.

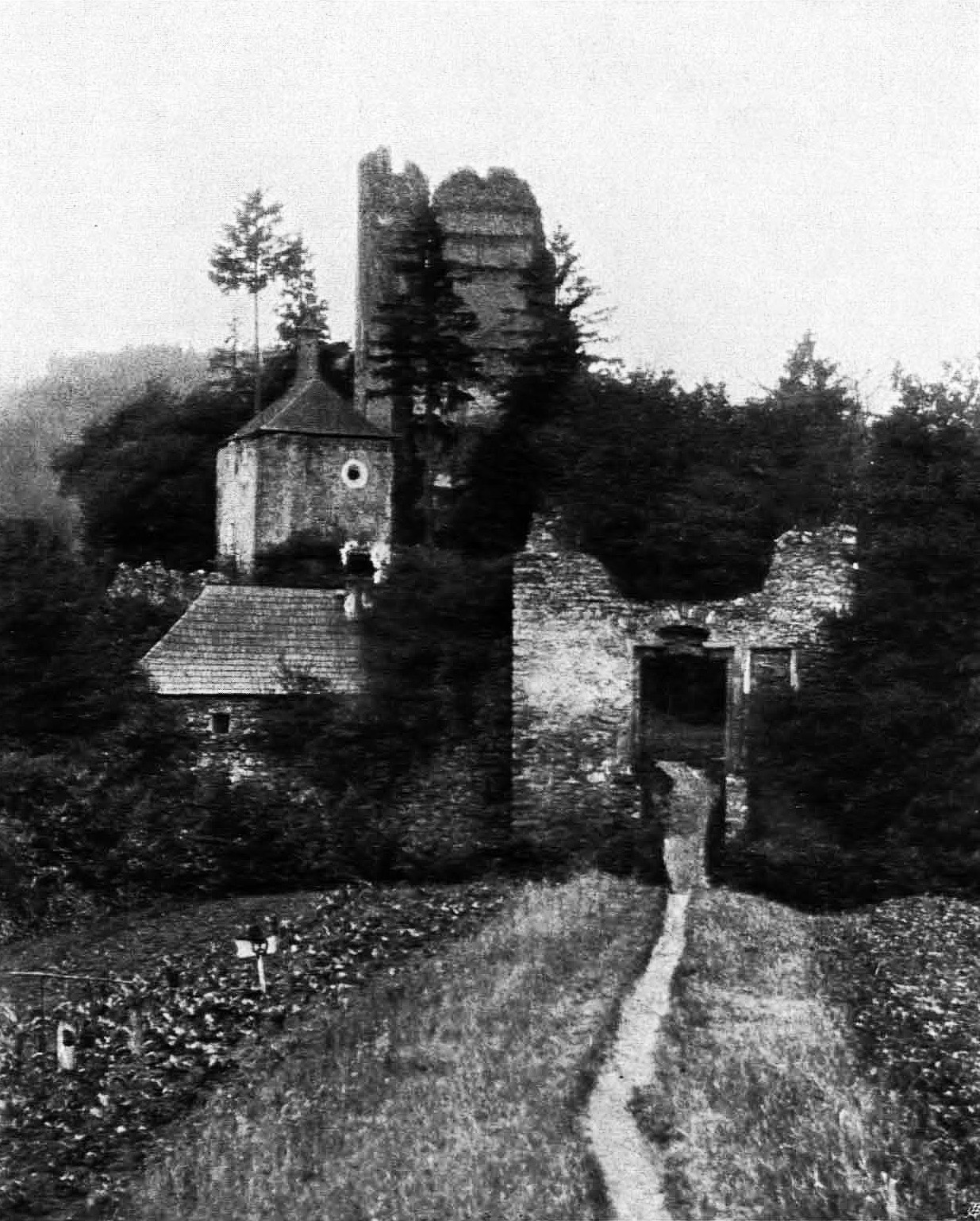
Zřícenina hradu Wolfstein na počátku 20. století

V průběhu 14. století byl hrad ve čtvrté stavební fázi výrazně rozšířen o předhradí a předhradí na severovýchodě, včetně silné brány. Kromě toho byly v první polovině 14. století části staré obytné budovy pravděpodobně začleněny do nové, větší obytné budovy.
V pozdním středověku byly na konci 15. století v prostoru vnějšího předhradí přistavěny obvodové budovy. Kromě toho byla vnější obvodová zeď zvýšena a zpevněna bednicími věžemi. Dvě z dodnes viditelných věží na západní a severní straně však pocházejí až z šesté fáze v 16. století. V této fázi byly rovněž přestavěny rozsáhlé úseky vnější obvodové zdi. V tomto století bylo přestavěno severní křídlo jádra hradu a v jižním rohu hradního nádvoří bylo postaveno schodiště.
Jedinými pozoruhodnými změnami, které byly na hradě provedeny od 17. století, bylo zřízení nové kaple v bývalé branské hale jádrové hradní brány opatstvím Göttweig a částečná přestavba tehdy zchátralé vnější hradní brány manžely Mayrovými.

## Popis
Hradní areál se nachází na západním konci hustě zalesněného skalnatého ostrohu severně od osady Wolfstein a asi 2,5 km jihovýchodně od vesnice Aggsbach Dorf. Vrch se vypíná nad potokem Wolfsteinbach a strmě se svažuje k severu, jihu a západu. Procházka z osady v údolí až ke zřícenině hradu trvá asi deset minut.

## Předhradí a kurtiny

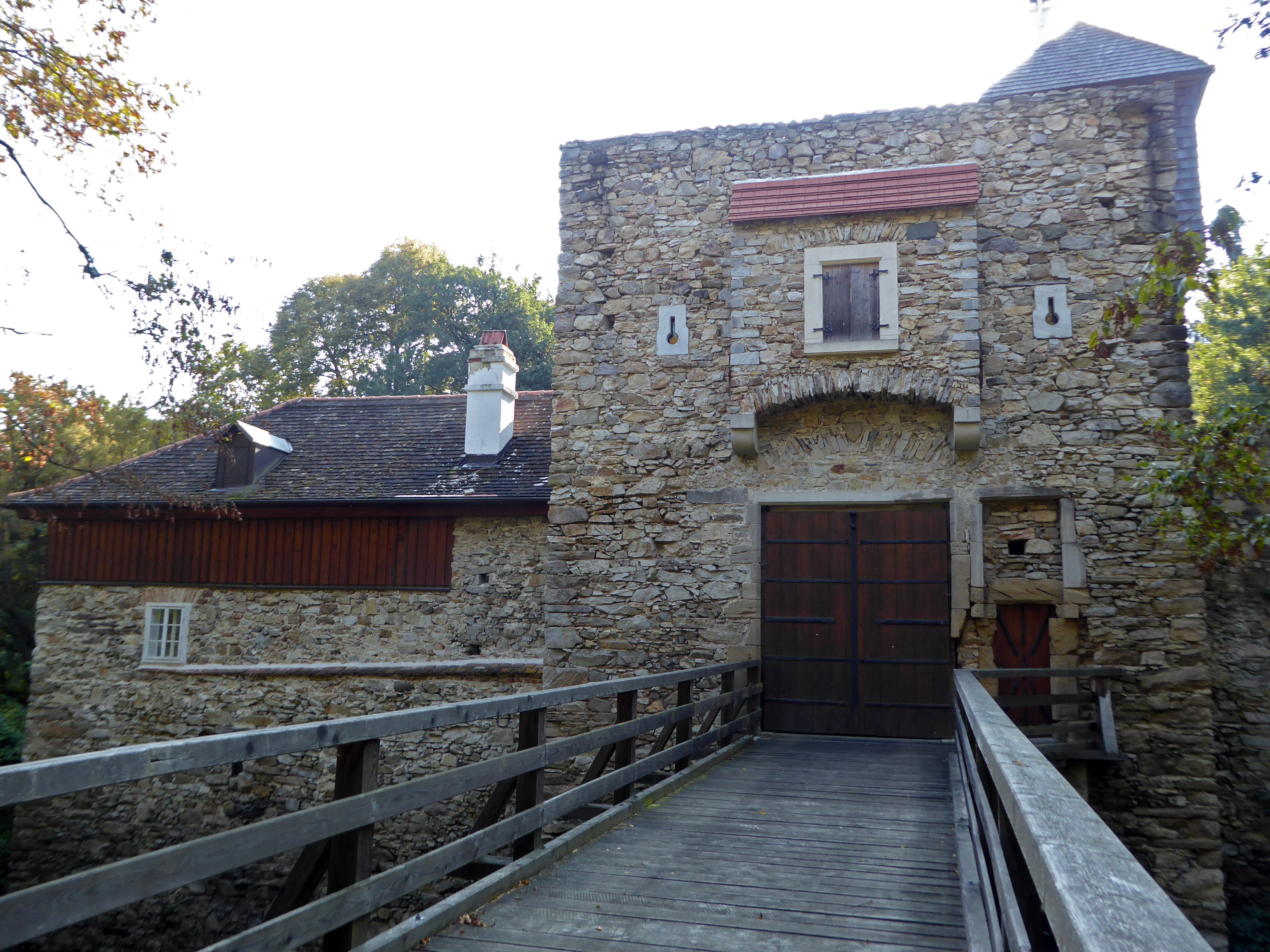
Budova brány a most

Areál, který se skládá z polygonálního jádra hradu a předhradí severovýchodně od něj, zaujímá plochu asi 110 × 50 metrů. Vnější obvodová hradba má řadu střílen ve tvaru klíčové díry a na severozápadě, jihu a západě fungovala jako hradba, zatímco na severovýchodě je rozšířena tak, že se o ni z vnitřní strany opíraly budovy pro hospodářské účely. S výjimkou mohutné vrátnice však z těchto staveb zbylo jen velmi málo. Na počátku 20. století byla v troskách i brána, z níž zbyly jen tři zdi, současní majitelé ji však přestavěli a učinili obyvatelnou. Při příchodu od východu vede k její dvoukřídlé hlavní bráně s přilehlou brankou přes sedm metrů hluboký šíjový příkop moderní dřevěný most. Nahradil původní padací mosty, z nichž se dodnes dochovala kamenná opěra. Nad hlavní branou se nachází opevněný arkýř, který je po obou stranách lemován střílnou.

## Jádro hradu
Jádro hradu, jehož dochované zdivo tvoří převážně opukové kameny, zaujímalo zhruba pětiúhelníkovou plochu o rozměrech asi 45 × 25 metrů a kdysi bylo po celém obvodu obehnáno (vnitřní) kruhovou hradbou, která byla místy silná až 1,90 metru. Jednotlivé hradní budovy se opíraly o její vnitřní stranu a uzavíraly tak vnitřní nádvoří. Čtyřpatrový bergfrit stojí v severním cípu areálu a má lichoběžníkový půdorys o rozměrech asi 8 × 12,5 metru. Zbytky jeho západních zdí dosud existují do výšky 20 až 30 metrů a ukazují na vysoký vchod v prvním patře, východní strana se však zcela zřítila. Celou západní stranu jádra hradu zabíral gotický palác, který mohl být vytápěn. Jeho zbývající zdi na severní straně jsou vysoké až deset metrů, přibližně v úrovni přízemí se dochovaly i zdi severní obvodové hradby a severovýchodního křídla, které se o ni opírá zevnitř. Pocházejí ze 16. století, jak naznačují dochované konzoly arkýřů a lomové kamenné zdivo, které je hojně prokládáno cihlami. Bývalé jižní křídlo jádra hradu z velké části zchátralo a nyní z něj nejsou patrné téměř žádné pozůstatky. Ty z bývalé schodišťové budovy v jižním rohu hradního nádvoří dosud vykazují stopy červenobílé omítky. V budově brány jádrového hradu se v jejím horním patře nacházela púvodní kaple zasvěcená svatému Jakubu Staršímu, o níž dodnes svědčí půlkruhová apsidová nika ve východní zdi. V 17. století zřídilo opatství Göttweig v přízemí budovy brány novou barokní kapli, která se dochovala dodnes. Do jejího interiéru s valenou klenbou vede segmentově zaklenutý portál. Jako křtitelnice na svěcenou vodu slouží kalichový kapitál z doby kolem roku 1240, pocházející pravděpodobně z románské předchůdkyně kaple. Socha svatého Jakuba z doby kolem roku 1515/1520, která zde byla dříve, se dnes nachází v opatství Göttweig, stejně jako vrcholně barokní oltář.